# Moutonneau
Moutonneau és un municipi francès situat al departament del Charente i a la regió de la Nova Aquitània. L'any 2007 tenia 103 habitants.

## Demografia

### Població
El 2007 la població de fet de Moutonneau era de 103 persones. Hi havia 44 famílies de les quals 16 eren unipersonals (8 homes vivint sols i 8 dones vivint soles), 20 parelles sense fills i 8 parelles amb fills.
La població ha evolucionat segons el següent gràfic:
Habitants censats

### Habitatges
El 2007 hi havia 61 habitatges, 47 eren l'habitatge principal de la família, 7 eren segones residències i 7 estaven desocupats. Tots els 60 habitatges eren cases. Dels 47 habitatges principals, 42 estaven ocupats pels seus propietaris i 5 estaven llogats i ocupats pels llogaters; 2 tenien dues cambres, 7 en tenien tres, 10 en tenien quatre i 28 en tenien cinc o més. 42 habitatges disposaven pel capbaix d'una plaça de pàrquing. A 25 habitatges hi havia un automòbil i a 19 n'hi havia dos o més.

### Piràmide de població
La piràmide de població per edats i sexe el 2009 era:
| Homes | Edats   | Dones |
| ----- | ------- | ----- |
| 0     | 95 o +  | 0     |
| 0     | 90 a 94 | 0     |
| 0     | 85 a 89 | 0     |
| 4     | 80 a 84 | 4     |
| 4     | 75 a 79 | 4     |
| 4     | 70 a 74 | 4     |
| 8     | 65 a 69 | 0     |
| 4     | 60 a 64 | 4     |
| 0     | 55 a 59 | 4     |
| 4     | 50 a 54 | 4     |
| 8     | 45 a 49 | 8     |
| 4     | 40 a 44 | 0     |
| 8     | 35 a 39 | 12    |
| 4     | 30 a 34 | 8     |
| 0     | 25 a 29 | 4     |
| 4     | 20 a 24 | 0     |
| 4     | 15 a 19 | 0     |
| 0     | 10 a 14 | 4     |
| 4     | 5 a 9   | 4     |
| 0     | 0 a 4   | 0     |

## Economia
El 2007 la població en edat de treballar era de 62 persones, 40 eren actives i 22 eren inactives. De les 40 persones actives 35 estaven ocupades (17 homes i 18 dones) i 5 estaven aturades (2 homes i 3 dones). De les 22 persones inactives 13 estaven jubilades, 1 estava estudiant i 8 estaven classificades com a «altres inactius».
Activitats econòmiques
L'any 2000 a Moutonneau hi havia 12 explotacions agrícoles que ocupaven un total de 348 hectàrees.

## Poblacions més properes
El següent diagrama mostra les poblacions més properes.